# بيتر لوسون جونز
بيتر لوسون جونز (بالإنجليزية: Peter Lawson Jones)‏ هو محامي ومنتج أفلام وسياسي أمريكي، ولد في 23 ديسمبر 1952. حزبياً، نشط في الحزب الديمقراطي. وقد انتخب عضو مجلس نواب أوهايو.

## روابط خارجية
- بيتر لوسون جونز على موقع IMDb (الإنجليزية)
- بيتر لوسون جونز على موقع قاعدة بيانات الفيلم (الإنجليزية)